# Молодки (Рязанская область)
Молодки — деревня в Пронском районе Рязанской области. Входит в Орловское сельское поселение

## География
Находится в юго-западной части Рязанской области на расстоянии приблизительно 7 км на северо-запад по прямой от районного центра города Пронск.

## История
Отмечалась еще на карте 1840 года. В 1859 году здесь (тогда деревня Пронского уезда Рязанской губернии) было учтено 9 дворов, в 1897 - 20.

## Население
Численность населения: 103 человека (1859 год), 162 (1897), 10 в 2002 году (русские 80%), 6 в 2010.